# Leander Dendoncker
Leander Dendoncker (Passendale, Bèlgica, 15 d'abril de 1995) és un futbolista belga que juga de defensa a l'Aston Villa FC anglès. És internacional amb la selecció de Bèlgica.

## Trajectòria
Dendoncker va iniciar-se en el futbol al seu club natal, el FC Passendale, i posteriorment al KSV Roulers, però als 13 anys va fitxar per les categories inferiors del RSC Anderlecht, equip amb el qual debutaria a la màxima categoria nacional el 2013. Amb el RSC Anderlecht, ha guanyat 2 supercopes i 1 lliga.
Dendoncker ha estat internacional amb selecció de Bèlgica en les categories juvenils. Va debutar amb l'absoluta el 22 de maig de 2015 en un amistós contra la selecció de Gal·les. El 2018 va participar en la Copa del Món de Rússia.

## Palmarès
RSC Anderlecht
- Primera Divisió belga (1): 2016-17
- Supercopa belga (2): 2013, 2018